# 冉思儒
冉思儒（？年—？年），號鼎山，江津人，由嘉慶庚申副貢，道光十四年任鄰水縣教諭，歷署華陽、石砫、雷波、南充、江油等縣教諭。是一位政治人物，清朝時曾在四川順慶府鄰水縣（位於今四川省東部，梁大同三年置，是一個千年古縣）擔任官吏。